# Кальварраса-де-Абахо
Кальварраса-де-Абахо (ісп. Calvarrasa de Abajo) — муніципалітет в Іспанії, у складі автономної спільноти Кастилія-і-Леон, у провінції Саламанка. Населення — 1112 осіб (2010).
Муніципалітет розташований на відстані близько 170 км на захід від Мадрида, 9 км на схід від Саламанки.
На території муніципалітету розташовані такі населені пункти: (дані про населення за 2010 рік)
- Аматос: 208 осіб
- Кальварраса-де-Абахо: 807 осіб
- Лос-Ареналес: 11 осіб
- Ла-Кабесуела: 0 осіб
- Вальдекарретас: 23 особи
- Ель-Салінар: 63 особи

## Демографія
Динаміка населення (INE ):

## Зовнішні посилання
- Провінційна рада Саламанки: індекс муніципалітетів [Архівовано 23 квітня 2009 у Wayback Machine.]
- Посилання на Google Maps